# Филлипс, Роберт
Роберт Р. Филлипс (англ. Robert R. Phillips; 10 апреля 1925, Чикаго, Иллинойс — 5 ноября 2018) — американский актёр кино и телевидения.

## Жизнь и карьера
Филлипс родился в Чикаго, штат Иллинойс. Он был инструктором по самообороне во время службы в Корпусе морской пехоты США во время Второй мировой войны, а позднее играл в американский футбол за «Чикаго Беарз» и «Вашингтон Редскинз». Филлипс также был офицером полиции Лос-Анджелеса и полиции штата Иллинойс. Он был личным телохранителем 31-го губернатора штата Иллинойс Эдлая Стивенсона II. Филлипс начал свою карьеру в кино и на телевидении в 1950-х годах, когда продюсер посоветовал ему стать актёром.
Филлипс посещал актёрскую школу. Он ушёл из полиции в 1963 году. В кино и на телевидении в Филлипсе видели «крутого парня», за что его часто нанимали студии для съёмок в фильмах с Ли Марвином в Голливуде, Калифорния, включая «Убийцы» (1964) и «Кэт Баллоу» (1965). Он также снялся в двух фильмах с актёром Ричардом Джекелом: «Контрабандисты оружия» (1958) и «Грязная дюжина» (1967). Его другие роли в кино включали появление в полнометражных кинолентах «Н.Л.О.: Истинная история летающих тарелок» (1956), «Измерение 5» (1966), «Час пушки» (1967), «Золото Маккенны» (1969), «Бойня» (1972), «Битва» (1973), «Я сбежал с острова Дьявола» (1973), «Братья Дион» (1974), Капоне (1975, в роли Багса Морана), «Митчелл» (1975), «Злой Джонни Бэрроуз» (1975), «Убийство китайского букмекера» (1976) и «Идущие высоко: Последняя глава» (1977). Филлипс также играл главные роли в многочисленных телевизионных шоу, включая «Звездный путь: Оригинальная серия» (в эпизоде «Клетка»), «Дымок из ствола», «Досье детектива Рокфорда», «Бонанза», «Придурки из Хаззарда», «Дикий, дикий Запад», «Сыромятная плеть», «Миссия невыполнима», «Высокий Чапараль», «Мэнникс», «Каскадёры» и «Планета обезьян». Его последними ролями стало участие в вестернах — телесериале «Приграничный город» (Барнс) и фильме Джона Харвуда «Пришло время мести» (Билли).

## Смерть
Филлипс умер 5 ноября 2018 года в возрасте 93 лет.